# Jean-Baptiste Glucq
Jean-Baptiste Glucq ou (Gluck), baron de Saint-Port, est un magistrat, industriel et collectionneur français du XVIIIe siècle né à Paris le 14 novembre 1674 et mort à Paris le 10 mai 1748 des suites d'un accident.

## Biographie
Fils de Jean Glucq, industriel d'origine hollandaise qui sur les instances de Colbert créa une manufacture de teinture et de draps fins à proximité des Gobelins. Au décès de leur père en 1718, Jean-Baptiste Glucq et son frère Claude Glucq devinrent les commanditaires de leur cousin germain Jean Jullienne, maître teinturier, qui secondait  alors leur oncle  maternel François Jullienne à la direction de l'entreprise. Syndic de la Compagnie des Indes (du 30 janvier au 23 juin 1745), il avait été auparavant reçu le 15 mai 1700 conseiller au Grand Conseil – honoraire le 13 mai 1741 – et était dit secrétaire du roi.
Il fut selon Saint-Simon, l'un des intimes de la comtesse de Verrue (1670-1736). À sa mort, celle-ci lui légua, ainsi qu'à Léon de Madaillan de Lesparre, comte de Lassay, quelques tableaux de sa collection en raison de leur longue amitié. Un autre proche de la comtesse, Jean-François Lériget, marquis de la Faye, le choisit en  1731 comme héritier de ses bronzes et conseiller de son neveu à qui il donnait son château de Condé à Condé-en-Brie. Grand bibliophile lui-même, il racheta la fameuse bibliothèque de son voisin Bernard de La Monnoye, ruiné en 1720, en lui en laissant la jouissance jusqu'à la fin de ses jours.
En 1709, son père lui offrit le château de Sainte-Assise et la seigneurie de Saint-Port à Seine-Port. Il y vécut fastueusement, recevant artistes, notamment le peintre Watteau, et écrivains  jusqu'au roi Louis XV qui y vint un jour depuis Fontainebleau. Grâce à la comtesse de Verrue, il se lia également intimement avec le duc de Bourbon (« Monsieur le duc »), qui fut principal ministre de l'État au début du règne personnel de Louis XV, et avec sa mère, la princesse douairière de Condé, qui venaient souvent à Sainte-Assise.
Saint-Simon l'évoque en ces termes : « Saint-Port qui est très habile en affaires est le gouverneur de la maison et le conducteur des affaires. Il entend même l'intrigue et le monde. Ainsi, voilà un galant à bien des mains, et avec cela roi chez Mme de Verrue, compagnie distinguée et fêtée chez M. le duc et chez Madame sa mère, avec la confiance de tout cet intérieur que lui et Mme de Verrue ont eu souvent à raccommoder du temps de Mme de Prie. C'est un homme doux, modeste, respectueux, qui ne sort point de son état. »
En 1720, Glucq fit l'acquisition du domaine de Pouilly-le-Fort, comprenant entre autres la seigneurie de Boissise-la-Bertrand, agrandissant son domaine et les collections familiales, tout en protégeant et faisant travailler de nombreux artistes, continuant l'embellissement de l'église de Seine-Port.
Il mourut en 1748 sans descendant direct et fut inhumé le 13 mai en l'église de Seine-Port. Ce fut un neveu, Jean-Baptiste-François de Montullé, fils de la sœur de Jean-Baptiste Glucq, Françoise, qui hérita de la propriété de Sainte-Assise et des collections. 
La libéralité de Glucq était proverbiale. L’un des plus éloquentes preuves en est la donation, de son vivant, en février 1748, à Louis-François-Joseph Daldart, baronnet d’Angleterre et lieutenant aux Gardes-françaises - et son épouse, Marie de Rezé - de son hôtel de Paris, sis 7 quai des Théatins (dans lequel il décéda), des château et dépendances de Pouilly-le-Fort, d’une ferme au Petit-Jard, et du moulin du Ponceau, à Rubelles, le tout en témoignage d’estime et d’amitié. 